# جيف تشيشولم
جيف تشيشولم هو سياسي أسترالي، ولد في 8 سبتمبر 1929 في سميثتون في أستراليا، وتوفي في 13 يناير 2006 في دافنبورت في أستراليا. نشط حزبياً في حزب العمال الأسترالي. وقد انتخب عضو مجلس نواب تسمانيا ‏ عن دائرة Division of Braddon (state) ‏ (2 مايو 1964 – 28 يوليو 1979).